# Теренциан из Тоди
Теренциан (итал. Terenziano, погиб в 118) — священномученик, епископ Тоди, Умбрия. День памяти — 1 сентября.
Святой Теренциан пострадал во времена правления императора Адриана. Согласно преданию, проконсул Лециан (Leziano), подстрекаемый Флакком (Flacco), служителем храма Юпитера, обвинил святого в колдовстве. Св. Теренциан не отрёкся от своей веры, за что у него был вырван язык. После этого Лециан вскоре умер, и процесс продолжили Цельсий и Леонтий. В качестве соответчика выступал тот же Флакк, которого св. Терециан обратил ко Господу. Оба они были обезглавлены. Как сообщает предание, во сне двум христианам во сне было сказано взять тела и погрести их. Это было сделано в Колонии (Colonia), что в восьми километрах от города. Впоследствии это место в Гуальдо-Каттанео назвали Сан-Теренциано.